# John Whistler
 (juillet 2009).
Si vous disposez d'ouvrages ou d'articles de référence ou si vous connaissez des sites web de qualité traitant du thème abordé ici, merci de compléter l'article en donnant les références utiles à sa vérifiabilité et en les liant à la section « Notes et références ».
John Whistler (né vers 1756 – mort le 3 septembre 1829) était un soldat né dans l'Ulster, en Irlande. Il s'engagea dans l'armée britannique pendant la guerre d'indépendance américaine, sous les ordres du général John Burgoyne. Après la reddition de Saratoga, John retourna en Angleterre. Il revint aux États-Unis avec Anna, fille de Sir Edward Bishop, un ami de son père. Le couple s'installa à Hagerstown dans le Maryland. 
Il entra ensuite dans les rangs de l'armée américaine et fut envoyé sur la Frontière. Il participa à la campagne de Harmar en 1790 et fut grièvement blessé au cours de la bataille de la Wabash en 1791. Il fut ensuite lieutenant dans la Legion of the United States et contribua à la construction du Fort Wayne dans l'Indiana. Il fut promu capitaine le 1er juillet 1797 et transféré au Fort Lernoult. Au cours de l'été 1803, il fut envoyé avec sa compagnie de la première infanterie de Fort Detroit au lac Michigan, où il acheva la construction du Fort Dearborn, sur le site de la future ville de Chicago. Il en fut le premier commandant avant d'être remplacé par Nathan Heald. Il fut rappelé à Détroit en 1810, puis envoyé à Newport (Kentucky) en 1815. L'année suivante, il s'installa de nouveau au Fort Wayne, puis à Jefferson Barracks, près de Saint-Louis (Missouri), où il resta jusqu'à sa mort.